# Lamborghini Gallardo LP570-4 Superleggera
La Lamborghini Gallardo LP570-4 Superleggera (« super légère » en français) est une automobile sportive du constructeur italien Lamborghini. Amélioration de la LP 560-4 grâce à l'utilisation en masse de carbone pour abaisser son poids à 1340kg et gagner 10ch. Elle est présentée lors du salon de Genève 2010.

## Caractéristiques
Du côté esthétique, quelques modifications la différencie de sa petite sœur. Entre autres, des bas de caisse en carbone, un capot moteur carbone, un bouclier arrière en carbone ainsi qu'un nouvel aileron optionnel en fibre de carbone fixe avec un feu d'arrêt incorporé fait son apparition cote extérieur. Un gros changement intérieur avec des sièges baquet, une console centrale et des panneaux de porte entièrement en carbone ainsi que de l'alcantara sur l'intégralité du tableau de bord, des sièges et du plafonnier, pour finir le fond de compteur passe de noir à blanc sur la superleggera.
Du côté performance, elle gagne dix chevaux et perd 70 kg pour arriver à un poids total de 1 340 kg grâce à l'utilisation intensive de fibre de carbone... Grâce à tout ceci, elle abat maintenant le 0 à 100 km/h en 3,4 secondes ce qui est aussi bien que sa concurrente la plus directe, la nouvelle Ferrari 458 Italia et le 0 à 200 km/h en 10,2 secondes. Avec un temps de 7,38 minutes sur le célèbre circuit du Nurburgring en Allemagne.
Pour ce qui est de la consommation, on est très loin du 17 L/100 km de la première Gallardo puisque les chiffres annoncés par Lamborghini sont de 13,5 L/100 km avec la boîte automatique e-Gear et 14,4 L/100 km avec la boîte manuelle qui est très rare sur le marché.